# Мачвански партизански одред
Мачвански народноослободилачки партизански (НОП) одред је јединица основана у Мачви која је учествовала у устанку 1941. године и у борбама против немачке офанзиве против слободне територије у Србији. Основан је у јулу 1941, а у августу је променио име у Подрински народноослободилачки партизански одред.
Услед расположења народа за устанак, Одред је у септембру 1941. бројно нарастао на близу 1.500 људи и учествовао је у нападима на Мачванску Митровицу, Богатић, Лозницу и Шабац.
Немачка офанзива и брутална одмазда над цивилима зауставила је његов развој. Присуство јаких немачких и квислиншких снага, тешки зимски услови 1941/1942. и несналажење руководства Одреда довели су до његовог уситњавања и до погибије већине његових бораца током децембра 1941. и јануара 1942.
Одред је обновљен крајем 1943. у Семберији, али је бројчано ојачао тек септембра 1944. Почетком октобра 1944. преформиран је у 32. српску (мачванску) бригаду.

## Формирање одреда
Мачвански НОП одред формирао је Окружни комитет КПЈ у Шапцу у складу са директивом о почетку борбе против окупатора. Прва група партизана - бораца окупила се 16. јула 1941. на месту Бубања код Глушаца. Приликом формирања, одред је сачињавало 17 бораца:
1. Небојша Јерковић (погинуо 27/28. 12. 1941)
2. Миодраг Митровић (погинуо 26. 9. 1941 - народни херој)
3. Добросав Радосављевић (обешен почетком априла 1942 - народни херој)
4. Цветин Бркић (погинуо 6. 10. 1941)
5. Драган Срнић (погинуо 3. 9. 1941)
6. Драгољуб Јеличић (стрељан 10. 1. 1942)
7. Петар Савић (погинуо 28. 11. 1941)
8. Бошко Стојковић (погинуо 29/30. 1. 1942)
9. Ратко Стевановић
10. Станимир Косијер
11. Милан Беловуковић Дева
12. Александар Станковић Лала (погинуо 27/28. децембар 1941. - народни херој)
13. Александар Ивић (погинуо 12. 11. 1941)
14. Марко Јовановић (заробљен, стрељан у шабачком логору)
15. Миленко Самарџић
16. Глигорије Малетић (погинуо 19. 8. 1941)
17. Владимир Госпавић (крајем јула 1941. осуђен од стране Војног суда Одреда на смрт)

За команданта Одреда одређен је Небојша Јерковић, а за политичког комесара Миодраг Митровић.
Одред је одмах почео активности против органа власти који су се ставили у службу окупатора, обилазио села пропагирајући борбу против окупатора и прикупљајући оружје.
12. августа у Одреду је већ било око 390 бораца, па је устројена нова формација. Према њој, одред је сачињавало 7. чета:
- командант Одреда Небојша Јерковић (погинуо 27/28. 12. 1941)
- политички комесар Душан Остојић (погинуо 24. 12. 1941)
- заменик команданта Милан Беловуковић Дева
- 1. чета
  - командир Мика Митровић (погинуо 26. 9. 1941)
  - комесар Душан Слијепчевић Доктор (погинуо 27/28. 12. 1941)
- 2. чета („бициклиста")
  - командир Воја Радосављевић (није ступио на дужност, погинуо 13. августа 1941)
  - командир Драган Срнић Падобранац (погинуо 3. 9. 1941)
  - комесар Војислав Копрић
- 3. чета
  - командир Милан Ђаковић (погинуо 4. 1. 1942)
  - комесар Здравко Шестић (погинуо 29. 3. 1942)
- 4. чета
  - командир Александар Лала Станковић (погинуо 27/28. 12. 1941)
  - комесар Цветин Бркић (погинуо 6. 10. 1941)
- 5. чета
  - командир Глиша Малетић (погинуо 19. августа 1941)
  - комесар Милорад Петровић Ујка (стрељан 11. августа 1942)
- 6. чета
  - командир Ђуро Губеринић (погинуо 24. 9. 1941)
  - комесар Никола Влашки (стрељан 14. априла 1942)
- Лешничка чета
  - командир Станко Орељ (погинуо 3. 9. 1941)
  - Слободан Јовановић (погинуо 20. фебруара 1942)

Овом приликом одреду је промењено име у Подрински народноослободилачки одред.

## Прве борбе
Од половине августа 1941. одред врши интензивне препаде на немачке транспорте и објекте. Немци су као противмеру појачали гарнизоне и увели крстарење потерним одељењима, тако да је друга половина августа протекла у честим борбама са мањим немачким деловима из 724. и 750. пука.
28. августа Одред је извршио препад на немачку посаду у Мачванској Митровици, заузео место и запленио већу количину оружја. Овај успех допринео је приливу нових добровољаца.
30. августа Одред је бројао око 700 бораца, па је извршена нова реогранизација. Одред је подељен на два батаљона - Поцерски батаљон са пет чета и Мачвански батаљон са четири чете. Формирана је и Ударна чета под командом Мике Митровића. На место политичког комесара постављен је Данило Лекић, који је послат у одред као кадровско појачање, с обзиром на искуство у Шпанском грађанском рату.
3. септембра одред је извршио успешан напад на Немце у Богатићу и ослободио место. У Богатићу је поражена немачка „борбена група поручника Винклера“ - 7. чета 2. батаљона 750. пешадијског пука, чета немачке полиције и вод жандарма, нешто преко 300 људи. Том приликом Одред је имао 15 погинулих, мођу којима и командире чета Драгана Срнића Падобранца и Станка Ореља.
На захтев капетана Рачића, Одред је послао две чете (Четврту и Ударну) као помоћ четничким снагама које су вршиле напад на Бању Ковиљачу. То је била прва заједничка борба Михаиловићевих четника и партизана.
Током септембра цела Мачва и Поцерје били су слободна територија. По местима су успостављени народноослободилачки одбори, и организоване су позадине службе, које су укључивале санитет и војне радионице.
Одред је у сарадњи са четницима нападао Шабац од 21. до 25. септембра 1941. Ови напади завршени су неуспешно услед немачке премоћи.

## Немачка казнена експедиција
У том периоду Немци су за потребе гушења устанка довели 342. пешадијску дивизију из Француске. Њени делови 26. септембра прешли су у напад на слободну територију из Сремске Митровице и Шапца. У сукобима са наступајућим немачким колонама у Шапцу, Одред је имао знатне губитке. Између осталих, погинули су већ прослављени командири Ђуро Губеринић и Мика Митровић.
Ово немачко наступање представљало је почетак немачке операције Сава - Дрина. Немци су ово подручје сматрали у том периоду најјачим устаничким жариштем, па су за операцију одвојили знатне снаге и извршењу приступили са беспримерном суровошћу и безобзирношћу.
Прва фаза немачке операције, чишћење лука Саве, почела је 28. септембра једновременим нападом немачких оклопно-моторизованих колона из Шапца и Мачванске Митровице, уз подршку авијације.
С обзиром на велику премоћ Немаца, чете Одреда нису се упуштале у фронталне борбе. У мањим борбама код Мајура и Ноћаја партизани су се морали извлачити из критичних ситуација, док немачко напредовање није битно поремећено. Четници су пружили само симболичан отпор и повукли су се на Цер. Већ првог дана 342. дивизија овладала је кључним положајима у Мачви. 1. октобра јединице 342. дивизије ушле су у Бадовинце, Дубље и Дреновац, 2. октобра у Чокешину, 3. октобра у Ново Село а 4. октобра у Петковицу и Белу Реку. Штаб дивизије је закључио да је 4. октобра први део операције, „подухват Мачва“ завршен.
Други основни циљ ове операције, поред разбијања устаника, било је и извршење одмазде и застрашивање народа. Немци су формирали логор у Шапцу, и у њега интернирали преко 20.000 становника Шапца и околине. Преко 2.000 талаца је стрељано, а немачка војска је у свом наступању и даље безобзирно уништавала села и стрељала таоце где год би наишла на отпор. Овај терор казнене експедиције изазвао је страх у народу и поколебао неке борце, тако да је у Одреду дошло до извесног осипања.
Немачко систематско претресање терена, терор и узимање талаца, партизани и четници искористили су да формирају фронт са ослонцем на планниу Цер у циљу одбране слободне територије у долини Дрине и Јадра. Из Ваљевског НОП одреда послате су две чете као помоћ. 10. октобра из тог одреда пребачен је у Подрински Стјепан Стева Филиповић за командира чете. Он је 26. октобра преузео дужност комесара Одреда, а Данило Лекић је именован за заменика команданта Одреда.
Приликом немачког покушаја продора 6. октобра у Ново Село, Одред је пружио снажан отпор, па је напад обустављен. Покушавајући да преузме иницијативу, Одред је извео Напад на Прњавор је извршен ноћу 9/10. октобра. Напад није био успешан, јер је непосредно пред напад у Прњавор пристигла главнина немачког 699. пука ради настављања операције.
Други део немачке операције, наступање према Лозници, Крупњу и долини Јадра, почео је 10. октобра. Овај пут Одред је пружио јак отпор Немцима. Пошто је отпор четника изостао, Немци су 11. октобра ушли у Лозницу без борбе. „Подухват Крупањ“ против главнине Подринског НОП одреда наишао је на тешкоће - у току 14. октобра Одред је поразио немачку нападну колону и натерао је на повлачење. Немци су на овај неуспех одговорили стрељањем 1.379 талаца за четири дана. 342. дивизија успела је да се пробије правцем из Лознице за Ваљево након 14. дана борбе са Подринским одредом, 24. октобра.
Након проласка казнене експедиције, Немци су по упориштима на терену оставили своје мање посаде уз знатне квислиншке снаге и снаге Руског заштитног корпуса. Подрински одред повукао је своје позадинске делове на остатак слободне територије, у Драгодол. Одатле је препадима покушавао да разбије окупациону структуру успостављену офанзивом. Борбе за Лозницу, Зајачу и Столице окончане су међутим само привременим успесима. У међувремену је дошло до отвореног сукоба између партизана и Михаиловићевих четника, што је додатно погоршало ситуацију Одреда.

## Пропаст одреда
Након пада Ужица и губитка главне слободне територије, Подрински одред нашао се пред неопходношћу прилагођавања новим условима. 15. децембра 1941. у Драгодолу одржано је саветовање и смотра Одреда. У Одреду је тада било 325 бораца.
На саветовању је расправљано о примени генералне директиве Врховног штаба о повратку на матични терен након офанзиве, и донета одлука да се Одред раздвоји на чете, а чете по потреби на десетине или чак тројке, и да се тако врати у Мачву и на Поцерје. У оваквом распореду, није била могућа нека међусобна веза и централно командовање.
Та одлука представљала је крај Подринског одреда. Чете и мање групе приликом повратка нису се могле одржати у тешким зимским условима и лако су разбијене од квислиншких и полицијских снага, а појединци који су покушали да се повуку у илегалност већином су брзо похватани. Тиме је организација НОП у Мачви и Подрињу претрпела тежак ударац, од којег се дуго није опоравила.
У моногравији Драгослава Пармаковића о Мачванском одреду налази се списак 1.636 бораца одреда током 1941. године. Од њих је 1.080 бораца страдало, а многи преживели били су интернирани у логоре.

## Обнова
Јединице мачванских партизана поново су основане крајем 1943. и почетком 1944, са ослонцем на слободну територију у Семберији. Почетком октобра 1943. основама је Мачванска партизанска чета, а 7. фебруара 1944. Мачвански народноослободилачки партизански одред. У овом одреду борило се око 320 бораца. Они су изводили акције у Мачви и Подрињу прелазећи из источне Босне преко Дрине. У том периоду, услед сталних немачких офанзива, није било услова за успостављање сталне базе Одреда у Србији.
Са ослонцем на наступање Једанаесте крајишке дивизије, Одред је коначно прешао у Србију 18. септембра 1944. Након ослобођења Крупња и Лознице, Одред је поново променио име у Подрински.
1. октобра 1944. формирана је 32. српска (мачванска) бригада, а њено језгро представљале су јединице Одреда.

## Народни хероји Мачванског одреда
Неки од бораца Мачванског народноослободилачког партизанског одреда који су одликовани Орденом народног хероја:
- Јосип Антоловић, командир чете
- Вера Благојевић, секретар ОК СКОЈ-а за Шабац и политички радик у одреду
- Тривун Витасовић, борац
- Данило Лекић Шпанац, политички комесар одреда
- Мика Митровић Јарац, први политички комесар одреда
- Радојица Ненезић, секретар партијске ћелије у чети
- Милорад Петровић, члан ОК КПЈ за Шабац и политички радник у једној чети
- Добросав Радосављевић, заменик политичког комесара одреда
- Драгослав Срнић, командри чете
- Александар Станковић Лала, политички комесар батаљона
- Стјепан Стева Филиповић, политички комесар одреда

## Галерија
- Небојша Јерковић
- Мика Митровић
- Добросав Радосављевић Народ
- Драган Срнић
- Драгољуб Јеличић Бибер
- Петар Савић
- Бошко Стојковић Точкоња
- Ратко Стевановић Босанац
- Станимир Косијер
- Милан Беловуковић Дева
- Александар Лала Станковић
- Ацомир Ивић
- Марко Јовановић
- Миленко Самарџић
- Глигорије Малетић